# Zatia Rocher
Pour les articles homonymes, voir Rocher.
Zatia Rocher, est une femme transgenre née à Madagascar, elle est  mannequin et influenceuse malgache.
Elle est la première femme malgache ouvertement transgenre,,, mais considère qu'elle ne fait pas partie de la communauté LGBT.

## Persécution
À Madagascar, la communauté LGBT, ou les personnes transgenres sont souvent dénigrées. Zatia Rocher et le chanteur D-Lain ont été victimes d'homophobie sur les réseaux sociaux à cause de leur orientation sexuelle ou identité de genre, l'une transgenre et l'autre homosexuel, car ils ont fait un clip dans une église, alors que la loi puni seulement les relations sexuelles entre les personnes du même sexe pour les moins de 21 ans.  Zatia Rocher a dit « La société malgache est encore trop fermée pour les gens comme moi ».
Malgré cette situation, Zatia Rocher est active sur les réseaux sociaux avec des vidéos qui montrent sa vie qu'elle nomme "zatia way of life".